# Pavel Oblak
Pavel Oblák, slovenski prevajalec, lektor, pesnik, televizijski napovedovalec, baletnik in pevec, * 28. marec 1922, † 5. julij 2018, Čičare, Slovenija.
Oče slikarja Leobarda Obláka-Barda Iucundusa.
Vpisal na Akademijo za igralsko umetnost, študiral germanistiko in poslušal na univerzi predavanja iz romanistike. 21-leten je 1943 postal član opernega zbora, v katerem je sodeloval 33 let, nakar je bil imenovan za lektorja ljubljanske Opere in je na tem mestu deloval do upokojitve. Od leta 1976 do 1985 je bil glavni in odgovorni urednik opernega gledališkega lista.
Pred drugo svetovno vojno je začel prevajati tuje pesnike in tudi sam pesnikoval. Te svoje pesmi z mladostniškimi in religioznimi temami je že takrat objavljal. Veliko dela je opravil s prevajanjem opernih besedil, libretov, kar terja izrazito glasbeno nadarjenost, bogato besedišče in izrecno discipliniranost, ki jo narekuje ritem dialogov in arij. teh prevodov je cca štirideset, in to takšnih, ki vsi zahtevajo veliko znanja, navdiha in časa: Lucija Lammermoorska, Lohengrin, Moč usode, Ljubezenski napoj, Turandot … Vsi ti prevodi so doživeli izredno priznanje. Navkljub zavzetosti za to opravilo pa je bil predvsem izvirni pesnik z vso močjo in zvestobo – saj ni veliko pesnikov, ki bi vztrajali v pesniškem snovanju več kot pol stoletja. Poleg priložnostnih pesmi v čast različnim jubilantom, ki pa  imajo vedno tudi pomembno objektivno jedro, ustvarja  čisto liriko z ljubezensko izpovedjo, s samospoznavanjem, etičnim vrednotami, s humanim prevratništvom, duhovno posvečenostjo in zamaknjenostjo v Besedo in Slovenstvo.
/po zapisu prof.dr.Mirka mahniča ob Oblakovi 70-letnici/
Pokopan je na Dovjem.
Pesniške zbirke v samozaložbi
- Lina v nebu (1989)
- Zagrinjalo časa (1995)
- Odsevi (2004)

»Naj z zbirko, ki naslovom jo ODSEVI pošiljam v svet, mi bo še enkrat dano, da prej, ko se iztečejo mi dnevi po ZAGRINJALU ČASA, v NEBU LINI prisveti dan, ki dušo mi razklano iztrgal pozabljenja bo temini.«
Moto k zbirki Odsevi
Zborovska literatura
Mešani zbori:
- Ludwig van Beethoven: Oda radosti 	EH 04

(Radost od Boga edina)
- Johannes Brahms: Nočna straža-Nachtwache 1(KZRTVL, dir. L. Lebič)	LD 1259

(ne morem razbrati teksta s posnetka na LP plošči)
- Johannes Brahms: Nočna straža-Nachtwache 2(KZRTVL, dir. L. Lebič)	LD 1259

((ne morem razbrati teksta s posnetka na LP plošči)
- Radovan Gobec: Postojte bratje 	NUK  RKP

(Postojte bratje)
- Franz Herzog: Stunde in die Nacht – Nočna ura (J. Hopfgartner)	NZ 45/1-2/33

(Ko sončni brod pluje)
- Jerca Oblak: … tu ni nkoli neba (A. Breton) 	NZ 40/3-4/92

(tu ni nikoli neba)
- Walter Rein: V loki 	 L

(Čuj, kuku! Iz loke kukavica)
- P. L. Galli/Rado Simoniti: La Montanara – Planinarica 	NZ 17/6/94

(Po gorah, po strminah)
- Robert Schumann: Zaupanje  (KZRTVL, dir. L. Lebič) 	LD 1259

((ne morem razbrati teksta s posnetka na LP plošči)
- Robert Schumann: Zvezdam (KZRTVL, dir. L. Lebič)	 LD 1259

((ne morem razbrati teksta s posnetka na LP plošči)
- Dmitrij Šostakovič: Kažnjonim – Obsojencem 	NZ 33/5-6/127

(V tejle sobi zadušni)
- Silke Zympel: Rossignolet – Gozdni slavec 	NZ 47/4-6/92

(Slavec, ki sred goščav)
- Hugo Wolf: Aufbick – Pogled navzgor 	 WH 90/39

(Nebo me obliva pred morjem)
- Hugo Wolf: Einkehr – Počitek 	 WH 90/41

(Ker zdaj povsod je tiho)
- Hugo Wolf: Ergebung – Ponižnost 	 WH 90/51

(Po tvoje, Bog, se zgodi!)
- Hugo Wolf: Erhebung – Povzdignitev 	 WH 90/55

(Ne glej, če vse poruši)
- Hugo Wolf: Fröliche Fahrt – Veselo potovanje 	WH 90/21

(Srečnež, kogar pot pelja)
- Hugo Wolf: Gottvertrauen – Zaupanje v Boga 	 WH 90/37

(Čez neba svod gre zvezd sprevod)
- Hugo Wolf: Grabblied – Grobna pesem 	 WH 90/35

(Iz sna se mrtvih zbudi)
- Hugo Wolf: Im stillen Friedhof – Na pokopališču 	 WH 90/25

(Če med grobovi hodim kdaj)
- Hugo Wolf: Letzte Bitte – Poslednja prošnja 	 WH 90/48

(Kot bojevnik smrtno ranjen)
- Hugo Wolf: Resignation – Vdanost 	 WH 90/44

(Daj, pridi noč)

Moški zbori:
Uroš Krek: Libertè – Svoboda 	NZ 34/5-6/130
(Na vse, na zvezke)
France Marolt: Kdo ma počernu galanku – Kdor življenje zna 	NZ 18/5/pril. 3
(Kdor življenje zna živeti)
France Marolt: Pridi ti šuhajko – Pridi fantič 	NZ 18/5/pril.2
(Pridi ti fantič)
Carl Nielsen: Aftenstemning – Večerna ubranost 	NZ 30/4/112
(Nad goro luna vzšla je)
Tone Ravnik: Der Holzwurm - Kukec 	 IDSS 31/31 (1987) 
(Na brestu poje ptič droban)
Jan Sibelius: Saarella palaa – Sama na otoku 	NZ 30/4/110
(Ogenj sred morja)
Rado Simoniti: Serenade – Podoknica  	NZ 10/5 /74 
(Kot zvezde očke ti žarijo)
Rado Simoniti: Stelutis alpinis – Planika 	NZ 10/6/93  
(Če prišla med te boš skale)
Rado Simoniti: Za trohico riža 	NZ 13/4-5/65
(Za trohico riža)
Alojz Srebotnjak: Deep River – Globoka reka 	NZ 15/1/11
(Reka globoka) 
Samo Vremšak/po D. Šostakoviču: Kažnjonim – Obsojencem 	NZ 36/5-6/159
(V tejle sobi zadušni)
Hugo Wolf: Geistes gruss – Duhovni pozdrav 	WH 90/8
(Zam z vrha stolpa zre okrog) 
Hugo Wolf: Im Sommer – Poleti 	WH 90/2
(Kako je svet v lepoto odet) 
Hugo Wolf: Mailied – Majska pesem 	WH 90/13
(Med pšenico svetlo)  
Ženski in dekliški zbori:
Pierre Certon: Ne, tak veder še nikoli 	RTV 63/13
(Ah, tako sijajne volje)
Anton Gosswin: Ko pal bo mrak 	RTV 63/22
(Ko pal bo mrak)
Adam Gumpelzheimer: Le smelo si zapojmo 	RTV 63/29
(Le živo in smelo)
Hans Leo Hassler: O, čuj ljubezen 	RTV 63/31
(O, čuj ljubezen moja)
John Hilton: Če ljuba je zlovoljna 	RTV 63/40
(Če ljuba je zlovoljna)
Heinrich Isaac: Čuj tožbe glas 	RTV 63/10
(Čuj tožbe glas, od ran)
Slavko Mihelčič: Amor v čolnu 	MS 84/23
(Čolnič drsi po vodi)
Claudio Monteverdi: Žarko z oči 	RTV 63/36
(Žarki z oči poslani)
NN: Kaj bi radi, vi, mož mladi? 	? ?
(Kaj bi radi, vi, mož mladi?)
Rado Simoniti: Dopolnil dan je bolečino 	NZ 7/3/42
(Dopolnil dan je bolečino)
Rado Simoniti: Kje je tista roka blaga 	NZ 25/2/38
(Kje je tista roka blaga)
Rado Simoniti: Otroci luči smo (P.O. in R.S. poklanjata slepi mladini)	SR 57/23
(Otroci luči smo) 
Ivo del Vento: Brez listja so drevesa 	RTV 63/16
(Brez listja so drevesa)
Erasmus Widmann: Kdor je zares 	RTV 63/1
(Kdor je zares za glasbo)
Otroški in mladinski zbori: 
Ameriška: Plovi 	G 12/3/5
(Plovi čolnič naš)
Anonimus: Kaj bi radi 	PD 71/62
(Kaj bi radi, vi, mož mladi)
Johann S. Bach/Miro Kokol: Pomladno jutro	 PD 69/107
(Prej ko posije sonce) 
Johann S. Bach/Miro Kokol: Zima 	 PD 69/105
(O, ti večer v burji)
Bela Bartok: Ne hodi 	 PD 71/26
(Ne, ne, nikar proč ne hodi)
Ludwig van Beethoven: Dežela pod Triglavom 	 PD 71/46
(Dežela pod Triglavom)
Ludwig van Beethoven: Lestvica 	G 12/3/9
(Poskusi! Zdaj lestvico zapoj mi)
Johannes Brahms: Spomladanski maj 	G 12/3/11
(Ptičica poje na vejici)
Cesar Bresgen: Bodro začni	G  12/3/13
(Bodro začni! Od rok)
Cesar Bresgen: Ogenj 	G 12/3/14
(Ogenj sij in prežari svet) 
Cesar Bresgen: Poletje 	G 12/3/13
(Smeje se poletje preko polja)
Antonio Caldara: Pesem kroži 	G 12/3/9
(Pesem plava, pesem kroži)
Luigi Cherubini: Odmev  	G 12/3/9
(Ha, ha, ha! Naših vriskov glas)
Luigi Cherubini: Pesem se zlega 	G 12/3/9 
(Pesem se zlega)
Thomas Elsbeth: Bratje, na šir srce odprimo 	 PD 69/110
(Bratje, na šir srce odprimo)
francoska: Kokota ni več 	G 12/3/4
Ni več kokota, zdaj je preč)
Giovanni Gastoldi: S čolnom na pot hitimo 	 PD 71/74
(S čolnom na pot hitimo) 
Giovanni Gastoldi: Ta lepa mlada leta 	 PD 71/68
Ta lepa mlada leta)
Jurij Gregorc: Mi vsi radi se igramo 	? ?
(Mi vsi radi se igramo)
Joseph Haydn: Prima, sekunda 	G 12/3/10
(Prima, sakunda in terca in kvarta)
Joseph Haydn: Slavčji kanon  	G 12/3/7
(Vse je tiho, slavčki glasni)
John Hilton: Če k srcu vzdih srca hiti 	 PD 71/77
(Če k srcu vzdih srca hiti)
Paul Hindemith: Mizni pregovor 	G 12/3/13
(Glad in žejo vsak rad teši)
Paul Hindemith: Rek nekega popotnika  	 PD 69/118
(Da Bog le to veleva)
Vincent D'Indy: Pomlad 	 PD 67/50
(Zdaj slavčki že pojo)
Johannes Jeep: Mili moj 	 PD 68/32
(Mili moj, brez spon in ječe)
Fritz Jöde: Delo z umom 	G  12/3/4
(Delo z umom, delo s trudom)
Fritz Jöde: Jesen 	G 12/3/12 
(Veter vije, po drevesih bije)
Fritz Jöde: Povabilo na ples 	G 12/3/4 
(Zdaj še ti veselo pleši)
Heinrich Kaminski: Večer  	G 12/3/12
(vse je mirno, lega mrak)
Kara Karaev: Tika taka 	G 12/3/14 
(Stenska ura šteje: tik tak)
Zoltan Kodaly: Po kopanju 	G 12/3/11
(Hej, hoj, haj, vsi iz vode zdaj) 
Zoltan Kodaly: Vrtnarice 	 PD 71/24
(Dečle tri grejo prek ravni)
Nikolaj Rimski Korsakov: Na reki 	PD 69/113
(Glej, na reki, na bistri rečici)
France Lampret: Vključi se v boj (1-gl.+kl.)	 NZ 27/1-2/23 
(Vključi se v boj)
Orlando di Lasso: Majsko jutro 	 PD 71/69
(Beli zor iz mraka vstaja)
Leonhard Lechner: Moja velika ljubezen 	 NM 90/44
(Kaj naj storim, zbog nje)
ljudska: Mojster Jakob 	G 12/3/4
(Mojster Jakob, mojster Jakob) 
Antonio Lotti: Vere languores nostros 	 PD 71/80
(Glejte, vse muke naše)
Eusebius Mandyczewski: Intervali 	G 12/3/10
(Pojmi primo, sekundo, terco)
Luca Marenzio: O, ve očke premile 	 PD 67/40
(O, ve očke premile)
Claudio Monteverdi: Na zemlji kje tej širni 	 PD 67/38
(Na zemlji kje tej širni)
Wolfgang A. Mozart: Jutro 	G 12/3/8
(Vstaja dan, mimo zdaj je noč)
Wolfgang A. Mozart: Mizni pregovor  	G 12/3/8
(Srečen čas kosilu bodi!)
Wolfgang A. Mozart: Solmizacija 	G 12/3/8
(Do,re,ti,do. Poj potiho)
NN: Naj pesem naša 	G 12/3/5
Naj pesem naša odjekne)
Giovanni D. da Nola: Gagliarda 	 PD 71/64
(Kdor bi galjardo, kdor bi)
Carl Orff: Lutke  	G 12/3/12
(Vse že moje lutke tu so zbrane)
Carl Orff: Pregovor 	G 12/3/12
(Vsako čudo tri dni traja)
Arkadij I. Ostrovski: Dan na dan	NM 86/1/33
(Mavrični krog, nebesni svod)
Clemens non Papa: Moja lepa ljubezen  	 PD 67/37
(Moj srčni slaj, ljubezen moja) 
Clemens non Papa: Vale 	G 12/3/5
(Vale, vale!)
Michael Praetorius: Jasni zvok 	G 12/3/6
(Jasni zvok krog in krog)
Henry Purcell: Hej, radostno 	G12/3/6
(Hej, radostno in navdušeno)
Ruska težaška: Burlaška 	TO 91/52
(Ej, uhnjem)
Antonio Salieri: Mesec 	G 12/3/7
(tam na nebu mesec plava)
Karl Schiske: Naj te ne bega svet 	 PD 69/114
(Naj te ne bega svet)
Franz Schubert: Majska pesem (3-gl.)	 L
(V cvetju spet je log)
Franz Schubert: Pozdravljen, ljubi, zlati maj (L. Hölti) 	G 12/3/10
(Pozdravljen, ljubi, zlati maj)
Bedřich Smetana: Uspavanka 	 PD 69/112
(Ptica letela je v dalj pod večer)
Stjepan Stepanov: Kolo 	G 12/3/14
(Pleši kolo. Oj!)
Jan Peter Swelinck: Sončni žar 	G 12/3/6
(Sončni žar, sij in drami nas)
Vlado Špoljarić: Srce je moje 	G 12/3/5
(Srce je moje trudno vso)
Georg Phillip Telemann : Vedro poje s srcem glas 	G 12/3/6
(Vedro poje s srcem glas)
Albert Tindley: Blizu naš je dan 	 PD 71/92
(Blizu naš je dan)
PREK  SVETA ODMEVA PESEM 
Ah, sinek, sinek (češka)	PSOP  I/184
(Ah, sinek, sinek, mar doma si?)
Ako te, sinek moj, glava boli (moravska) 	 PSOP  I/221
(Ako te, sinek moj, glava boli)
Ali je resnica  (češka)	 PSOP I/1875
(Ali je resnica, ali laž)
Anže, Panžele (Romanska Švica)	PSOP  I/265
(Anže, Panžele Kruh Marija)
Bendik jezdil je na jug (norveška)	PSOP I/232
(Bendik jezdil je na jug) 
Bitlisin, mesto belo (turška) 	PSOP I/270
(Bitlisin, mesto belo)
Bratska ljubezen (izraelska) 	PSOP II/498
(Bratska ljubezen in sloga) 
Čuj moj glas  (izraelska- bes. Psalm 133) 	PSOP I/211
(Čuj moj glas, čuj in pridi skoro že)
Dekletova žalost (poljska) 	PSOP I/234
Mamica, očka moj, nisem)
Donna, donna (ameriška) 	PSOP I/274
(Kmet je gnal v zakol teleta)
Ej, čolnič (peruanska) 	PSOP I/233
(Ej, čolnič, če bo poplava)
Glej dan (hebrejski napev) 	PSOP II/497
(Glej dan! Nov dan!)
Haj, gosaček, haj (češka) 	PSOP I/186
(Haj gosaček, haj, tja v zeleni gaj)
Henry Martin ameriška) 	PSOP I/276
(Na Škotskem trije so bratje)
Iz Bahije tam (brazilska) 	PSOP I/183
(Iz Bahije tam, daleč)
Jablana (grška) 	PSOP I/201
(O, lepa ti, jablana)
Jabolko (ruska) 	PSOP I/244
(Jabolko, barve lepe kot zlato)
Joj, se ti meni vsa lepa zdiš (češka) 	PSOP I/188
(Joj se ti meni vsa lepa zdiš!)
Jutranja zarja (španska) 	PSOP I/252
Že za gorami se zarja)
Kadar ležem (črnska) 	PSOP I/278
(Kadar ležem, v prsih žge me)
Kmetica (italijanska) 	PSOP I/209
(Glej no kmetico mlado)
Ko se dan budi (španska) 	PSOP I/253
(Ko se dan budi, pojejo ptice)
Kota-kotalilo se (češka) 	PSOP I/190
(Kota-kotalilo jabolko se je)
Kujavjak sem (poljska) 	PSOP I/236
(Jaz Kujavjak, ti Kujavjak)
Lisjak v mlinu (armenska) 	PSOP I/175
(Šel lisjak je v mlin)
Ljubka Žaneta (francoska) 	PSOP I/194
(Našel sem jo, ljubko Žaneto)
Mačica (iz Sirije) 	PSOP I/249
(Mila moja mačica)
Majski svet (nizozemska) 	PSOP I/228
(Zdaj zima nam prešla je)
Marjanitine oči (portugalska) 	PSOP I/238
(Prelepe so Marjanitine oči)
Milkele mila (bolgarska) 	PSOP I/182
(Milkele mila sestrica)
Mladi sodar (ukrajinska) 	PSOP I/272
(Tam pod hrasti temnimi)
Moj dedek (ruska) 	PSOP I/243
(Aj, moj dedek, dedek moj)
Mornarska  (angleška) 	PSOP I/176
(Kaj, če mornar je pijan)
Na svetu vse, kar je dobrot (švedska) 	PSOP I/262
(Na svetu vse, kar je dobrot)
Noč ovila je svet (islandska)  	PSOP I/207
(Noč ovila je svet.)
Odšla je starka zima (švicarska) 	PSOP I/266
(Odšla je starka zima)
Ogljar (španska) 	PSOP I/254
(Črni ogljar sem, diridida)
Pih! Pih! (iranska) 	PSOP I/206
(Pih, pih! Ljubi mali muc)
Plešiva, Kitty (škotska) 	PSOP I/250
(Lep je Kittyn domek bil)
Po polju sneg se beli (luxemburška) 	PSOP I/214
(Po polju sneg se beli)
Posejale deve lan (ruska) 	PSOP I/248
(Posejale deve lan)
Pride k meni Janek (beloruska) 	PSOP I/180
(Pride k meni neki dan)
Prodajalec sadja (kitajska) 	PSOP i/213
(Osamljen hodi fantič mlad)
Račica (ruska ) 	PSOP I/246
(Račica z dolge njive)
Rože odprte so (japonska) 	PSOP I/212
(Rože odprte so.)
Slovo (nizozemska) 	PSOP I/230
(Tu, na, roko in zbogom)
Slovo prijateljev (škotska) 	PSOP I/251
(Prijatelje pozabim naj)
Spomladi (romunska) 	PSOP I/240
(Le sem mladenci)
Tam blizu moje kolibe (španska) 	PSOP I/256
(Tam blizu moje kolibe raste)
Tamkaj ob vodáh (moravska) c	PSOP I/222
(Tamkaj ob vodah trav zelenih ni)
Tik – tak ura gre (švedska) 	PSOP I/260
(Tik – tak ura gre)
Tu pomlad je spet (francoska) 	PSOP I196
(Vstal sem pred zoro)
Uboga sem sirota (italijanska tarantella) 	PSOP I/210
(Jaz uboga sem sirota)
Venec dišečih vijolic (nemška) 	PSOP I/225
(Poslušam skoz žito zrelo)
Vinski hlap (francoska) 	PSOP I/198
(Tihotap, vinski hlap)
Za goro mesec sveti (nemška) 	PSOP I/226
(Za goro mesec sveti)
Za lepo vem cvetico (švedska) 	PSOP I/264
(Za lepo vem cvetico)
Za roko držim te (indijanska) 	PSOP I/263
Za roko držim te)
Za vrat zgrabimo muhico (grška) 	PSOP I/202
Za vrat zgrabimo muhico)
Zahajajoče sonce (češka) 	PSOP II/499
Sonce bo vsak čas za goro) 
Zaspi (španska) 	PSOP I/257
(Zaspi mi, sinek moj mali)
Zbogom  (španska) 	PSOP I/258
(Zbogom poslej, skalni moj breg)
Zdaj za vse pomlad je tu (beloruska) c	PSOP I/179
(Gozd se je prebudil)
Zlati mesec (grška) 	PSOP I/203
(Mesec jasni moj)
Zlodeja ugledal sem (islandska) 	PSOP I/208
(Zlodeja ugledal sem)
Že odhaja trudni dan (danska) 	PSOP I/192
(Že odhaja trudni dan)
Žvižga črni kos (Zoltan Kodaly) 	PSOP II/415
(Tam po tratah v senčnih gajih)
Samostojne  zbirke:
VSTANITE, SUŽNJI 
Blizu naš je dan – We shall overcome (ameriška)	 VS 508
(Blizu naš je dan)
Blues o treh barvah – The Black, Brown and white blues (ameriška) 	VS 502
(Čuj pesem, moj brat, čuj resnično pesem)
Bo že šlo – Ça ira  (francoska	VS 13
(Ah, bo že šlo, bo že šlo) 
Črni in beli – Black and White (ameriška) 	VS 500
(Vključi se v boj, tovariš)
Himna Elas (grška) 	VS 450
(Bolé od pušk nas rame trudne)
Himna 26. julija (Himno 26 de julio (kubanska) 	VS 514
(Pred nami v pohodu blesteč je vzor)    
Jim Crow (ameriška) 	VS 506
(Lincoln nas rešil je sužnosti)
Kamboška (kamboška) 	VS 488
(Noč in dan se Khmeri trudijo)
Kevin Barry  (irska)	VS 134
(Bil je dan po svetku rano)
Koračnica Laoških borcev (laoška) 	VS 486
(Drug za drugim hitimo v ravni vrsti)
Korejci, naprej (korejska) 	VS 498
(Krut, neusmiljen je čas)
Kuba da, Jenki ne – Cuba si, Yanquis no (kubanska) 	VS 517
(Kuba da, Jenki ne)
Matija Gubec (hrvatska)	VS 148
(Ni ga kmeta, ni ga junaka)
Mladina Kameruna – Toute la jeunesse du cameroun (kamerunska) c	VS 478
(Kvišku, mladi kamerunski rod)
Moj Bandung (indonezijska) 	VS 495
(Moj Bandung, ti mesto ljubljeno)
Moja domovina (ganska) 	VS C480
(Zemlja ljubljena, Gana)
Na življenje in smrt (židovska)	VS 228
(O brat moj, sklenili smo zvezo)
Naj bom pokopan kot drugi – Yo quiero que a mi me (kolumbijska) 	VS 512
(Naj bom pokopan kot drugi)
Naša Alžirija (alžirska) 	VS 470
(Alžir, naših dedov in rodni naš svet)
Naša zastava (španska) 	VS 204
(Rdeča zastava, ti nam boš vodnica) 
Nemci vdrli so v moj dom – Les all'mands etaient chez moi (francoska) 	VS 454
(Nemci vdrli so v moj dom)
O brat moj (sudanska) 	VS 472
(O brat moj, za zmago trpečih je čas)
O don Venustianu Carranzi – De Don Venustiano Carranza (mehiška)	VS 124
V smrt z njim, Victorianom) 
Partizanska dumka (slovaška)	VS 435
(Podkrivanski kraj v noči skrit)
Patrice Lumumba (kongoška) 	VS 482
(Zemlja rodna, ti Kongo naš)
Pesem internacionalnih brigad (nemška)	VS 202
(Mi v deželi daljni smo rojeni) 
Pesem o juhi (ameriška) 	VS 244
(Ponoči na slami prebijem)
Pesem rdečih vojakov (kitajska)	VS 195
(Draga, zdaj je čas, da grem!) 
Rdeča zastava (mongolska)	VS 197
(Izobesite rdečo zastavo)
Riegova himna (španska)	VS 198
(S pogumom, vedrino, ki voljo)
Somalijo Somalijcem (somalijska) 	VS 484
(Kot bratje smo eno mi)
Svobodna Gvineja  (gvinejska) 	VS 467
(Moj najdražji, fant moj ljubi)
Svobodo Afriki  (afriška) 	VS 476
(Skoro boj bo dokončan)
Uničimo fašiste (vietnamska) 	VS 492
(Vietnam že oddavna zlo trpi)
V Baranji na širnem polju –Baranyai haromszögben (madžarska)	VS 432
(V Baranji na širnem polju)
Žanjci (katalonska)	VS 206
(Katalonija nekoč spet bo srečna)
LEGENDA:
Črn tisk: Mešani zbori in samostojne zbirke,
Moder tisk: Moški zbori,
Rdeč tisk: ženski in dekliški zbori,
Zelen tisk: otroški in mladinski zbori.
SEZNAM KRATIC:
G = Grlica (revija za glasbeno vzgojo (1953 – 1988), 
EH = Evropska himna (ZKOS 2004), 
IDSS = Izbrana dela slovenskih skladateljev, ZKOS/JSKD (1970 →),
L = na listih (zasebni arhiv Mitja Gobec, Ptuj),
LD = Long play plošča (vinilka), RTV Ljubljana, 1985
NM = Notne mape ZKOS (1981 – 1990), 
NUK RKP = Narodna in univerzitetna knjižnica, glasbeni odd. Rokopis,
NZ = Naši zbori (zborovska revija ZKOS/JSKD (1946 →),
PD = Pionirski dom  (izdaje Pionirskega doma ur. Miro Kokol),
PSOP = Prek sveta odmeva pesem I., II., DZS 1979, 
RTV = Interne notne izdaje RTV Ljubljana, 1963,
SR = Simoniti Rado – še neizdana monografija S. skladb, JSKD, 
TO = Taborniška pesmarica – Zveza tabornikov Slovenije, Ljubljana 1991, 
VS = Vstanite, sužnji, Založba Borec, Ljubljana 1976,
WH = Hugo Wolf-zbori, seminarsko gradivo ZKOS 1990.

Resume:
22 mešanih zborov, 
14 moških zborov,
14 ženskih, dekliških zborov,
65 otroških in mladinskih zborov,
67 Prek sveta odmeva pesem,
36 Vstanite, sužnji.
Vsega skupaj  218 pesnitev,  prepesnitev in  prevodov.